# Чентурионе, Лоренцо
Лоренцо Чентурионе (итал. Lorenzo Centurione; Генуя,1645 — Генуя, 1735) — дож Генуэзской республики.

## Биография
Родился в Мадриде в 1645 году. Часть юности провел в Риме. где посещал колледж Клементино, а в 1677—1688 годах служил послом Генуи при папском престоле. За годы жизни в Риме завязал прекрасные личные отношения с папой Иннокентием XI.
В 1688 году вернулся в Геную, где, отказавшись от должности посла Республики во Франции, занимал различные государственные должности: в магистрате резервов, магистрате войны, пост «отца города» и государственного инквизитора.
Был избран дожем 26 сентября 1715 года, 143-м в истории Генуи, став одновременно королём Корсики. Во время его правления состоялись визиты в Геную императора Карла VII и принца Бранденбурга Фридриха Вильгельма I.
Его мандат завершился 26 сентября 1717 года, после чего, скорее всего, занимал государственные должности в структуре управления Республикой. Умер в Генуе в 1735 году и был похоронен в церкви Сан-Франческо в Сестри-Поненте.

### Личная жизнь
Его брак в 1671 году с Марией Серра был заключен в присутствии дожа Стефано де Мари, который, с одобрения Сената, принял участие в свадебных торжествах. Сам Лоренцо на посту дожа лишь дважды покидал Дворец Дожей: во время визита в Театро-дель-Фальконе (в сопровождении трех сенаторов Республики и прокуроров) и в монастырь Санта-Мария-ин-Пассьоне, где жили его дочери-монахини.